# Hans Eiler Pedersen
No s'ha de confondre amb el seu company d'equip als Jocs Olímpics d'Estiu de 1912 Hans Pedersen o amb Johannes Pedersen, un altre gimnasta danès.
Hans Eiler Pedersen (Skårup, Svendborg, Dinamarca Meridional, 18 d'octubre de 1890 – Gentofte, Hovedstaden, 1 de desembre de 1971) va ser un gimnasta artístic danès que va competir a començaments del segle xx.
El 1912 va prendre part en els Jocs Olímpics d'Estocolm, on va guanyar la medalla de plata en el concurs per equips, sistema suec del programa de gimnàstica.